# Abdurrahman Melek

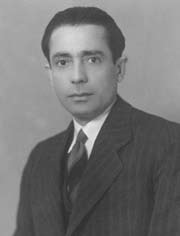
Abdurrahman Melek

Abdurrahman Melek (* 1896 in Antakya; † 13. Januar 1978 in Ankara) war türkischer Politiker und Premierminister des Staates Hatay.
Er absolvierte die Sultaniye in Aleppo, studierte an der Universität in Beirut und promovierte an der Universität İstanbul in Medizin. Danach begann er als Arzt zu arbeiten.
Melek war eine der führenden Persönlichkeiten, der sich für die Eingliederung Hatays in die Türkei einsetzte. Er beteiligte sich an der Konferenz über den Status Hatays in Genf. Atatürk ernannte Melek zum Gouverneur Hatays. Zu diesem Zeitpunkt war Hatay noch keine türkische Provinz, er bereitete in seiner Position als Gouverneur die Eingliederung Hatays in die Türkei vor. Nach der Gründung des Staates Hatay wurde er vom Staatspräsidenten Tayfur Sökmen zum Premierminister ernannt.
In der 6., 7., und 8. Legislaturperiode der Großen Nationalversammlung der Türkei war Melek Abgeordneter für die Provinz Gaziantep, in der 9. Periode für die Provinz Hatay. Zwischen 1958 und 1961 saß Melek im Vorstand der Türkischen Zentralbank.
Abdurrahman Melek starb am 13. Januar 1978 in Ankara.

## Werke
- Abdurrahman Melek: Hatay Nasıl Kurtuldu (1966). Türk Tarih Kurumu Basımevi, Ankara, 1991 ISBN 975-16-0342-0 („Wie Hatay befreit wurde“; Online).